# Carlo Mollino
Carlo Mollino (Turín, 6 de mayo de 1905 - 27 de agosto de 1973) fue un arquitecto y diseñador italiano.
Hijo de ingeniero, durante su juventud fue interesándose por otras disciplinas tan diversas como la arquitectura, el diseño de mobiliario, la fotografía, el esquí, los coches de carreras o la aeronáutica.
A Mollino se le atribuye la frase: "Todo es permisible con tal de que sea fantástico", frase que pareció marcar su estilo en el trabajo. Su obra se caracteriza por el predomino de la línea sinuosa, casi aerodinámica, y por la reinterpretación moderna de las técnicas artesanales. El estilo arquitectónico de Mollino huye del racionalismo y está influido por las arquitecturas de Alvar Aalto y Erich Mendelsohn. Su estilo se ha definido como neobarroco o neoliberty.

## Biografía
Inició su carrera como arquitecto en 1930, diseñando una casa en Forte dei Marmi (Italia), por la que recibió el premio G.Pistono. Entre 1933 y 1948 trabajó con su padre y participó en varios concursos de arquitectura, ganando el del monumento al partisano, diseñado junto al escultor Umberto Mastroianni, y emplazado en el cimiterio generale de Turín.
Entre 1936 y 1939, Mollino diseña, en colaboración con Vittorio Baudi di Selve, el edificio de la sociedad hípica de Turín.
Mollino fue un entusiasta del esquí, y escribió el libro "Trattato sul Discesismo", donde explica su particular técnica de esquí con abundantes ilustraciones. También diseñó casas de montaña como la Casa del Sole en Cervino o la estación de invierno (Slittovia) del Lago Nero en el Valle de Aosta, de 1948.
En 1952 diseñó el auditorio de la RAI en Turín, restaurado en 2006. También diseñó el coche de carreras "bisoluro", con el que participó en las 24 horas de Le Mans en 1954.
En la década de los 60 dirigió al equipo de arquitectos encargados del diseño del distrito INA-Casa de Turín. También diseñará en esa época los dos edificios que le harían famoso: la cámara de comercio y el Teatro Regio; ambos en Turín.

## Edificios
- Società Ippica Torinese, Turín (1937, destruido en 1960)
- Slittovia del lago Nero, Sauze d'Oulx (1946)
- Casa eb Agra plateau (1952)
- Auditorio RAI, Turín (1952)
- Casa del Sole, Cervinia (1955)
- Ampliación del edificio del Aeroclub Torino, Turin  (1958)
- Cámara de comercio, Turín (1964)
- Teatro Regio, Turín (1973)

## Mobiliario

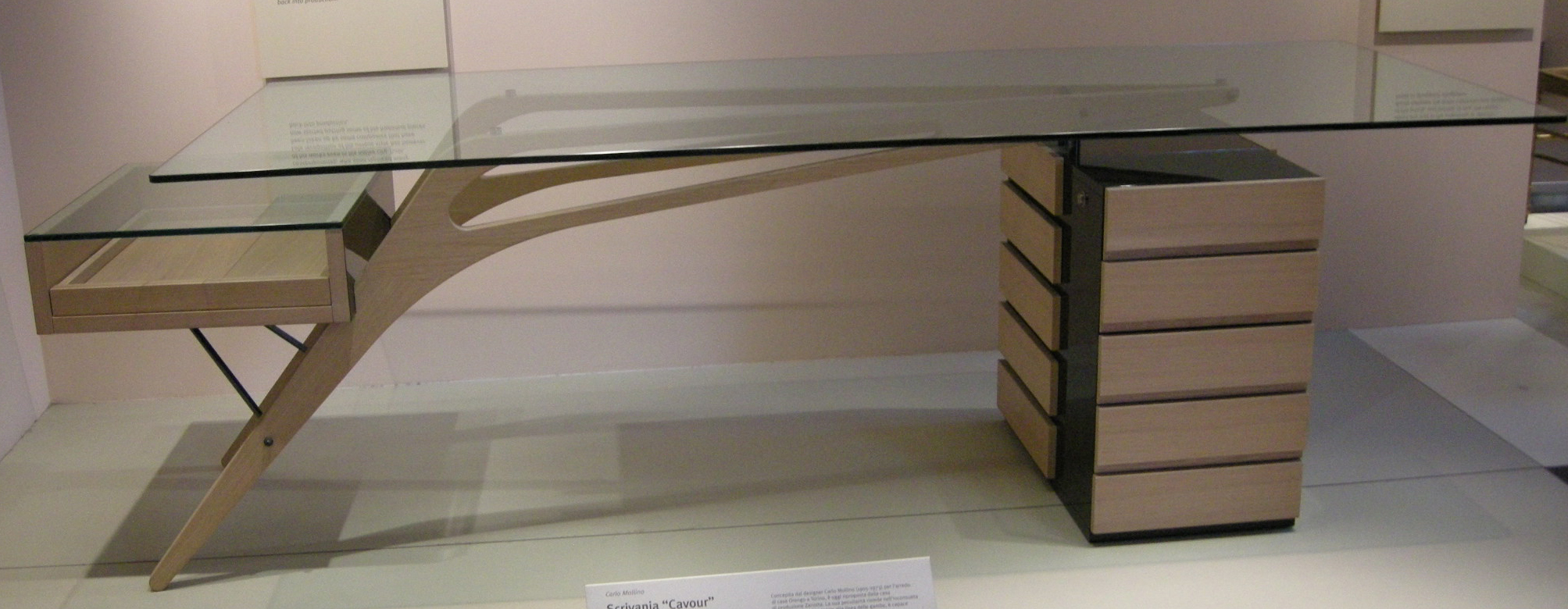
Scrivania cavour (1949).

En junio de 2005, una mesa de roble y vidrio diseñada por Carlo Mollino en 1949 para la Casa Orengo fue vendida en la casa de subastas Christie's de Nueva York por un precio de 3.824.000 dólares, estableciendo un récord para piezas de mobiliario del siglo XX.

## Obras que no han sido realizada
- 1940   Reconstrucción del refugio Kind a Sauze de Oulx
- 1954:  Ampliación del hospital de Rivoli (Turín)
- 1954:  Capilla del instituto Luz Nueva de Giaveno (Turín)
- 1966:  Llano regulador de Sauze de Oulx
- 1968:  Dépendencia Branca (garaje con anexos servicios) Lignan - Saint Barthèlemy (Nus - Aosta)